# Martinus Rørbye

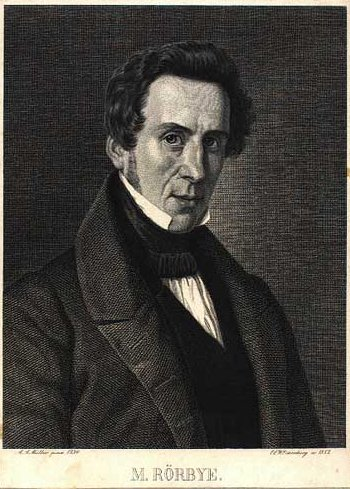
Martinus Rørbye.

Martinus (Martin) Christian Wesseltoft Rørbye, född den 17 maj 1803 i Drammen, död den 29 augusti 1848 i Köpenhamn, var en norsk-dansk målare.
Rørbye var son till den danske ämbetsmannen och magasinsförvaltaren i Norge Ferdinand Henrik Rørbye och Frederikke Eleonore Cathrine de Stockfleth och från 1839 gift med Rose Frederikke Schiøtt. Familjen flyttade tillbaka till Danmark 1814. Han utbildade sig 1819–1826 vid konstakademien i Köpenhamn som elev till Christian August Lorentzen och fick också lektioner av Christoffer Wilhelm Eckersberg därefter företog han vidsträckta studieresor till Medelhavsländerna där många av hans motiv är hämtade. Till hans tidigare arbeten hör en del porträtt (bland annat av Lorentzen i sitt arbetsrum, 1828, förträffligt i sin realistiska karaktärsskärpa) samt framställningar av byggnadsverk i förening med smärre figurer. Han var en av de första målare som utnyttjade det unika klara ljuset i Skagen, i målningen Strandscen från gamla Skagen med ett inkommande oväder från 1834. Åren 1834–1837 vistades han i Italien, Grekland och Turkiet. Hans tavlor därifrån slog mycket an såväl genom färgbehandlingen som genom ämnenas nyhet. En av dem, En turkisk notarie upprättar ett kontrakt, vann utställningsmedaljen första gången den utdelades (1838). Till hans mest representativa sydländska bilder hör Österlänningar spelar schack (konstmuseet) och Utsikt över Aten (Thorvaldsens museum). Bland hans Köpenhamnsmotiv märks Parti vid gamla rådhuset (konstmuseet) och Börstrappan (båda med ypperliga tidstypiska figurer). Rørbye var en skicklig tecknare och utförde många porträtt. De helt få altartavlor, som han målade, är betydelselösa. Rørbye blev medlem av danska konstakademien 1838 och professor vid dess modellskola 1844. Han medverkade ett flertal gånger i konstutställningarna på Charlottenborg i Köpenhamn med landskapsmåleri och folklivsskildringar. En minnesutställning med hans konst visades i Köpenhamn 1905 och 1930. Han är representerad, förutom på Statens Museum for Kunst i Hirschsprungs museum, Glyptoteket, Göteborgs konstmuseum och Nationalmuseum i Stockholm. .

## Bildgalleri

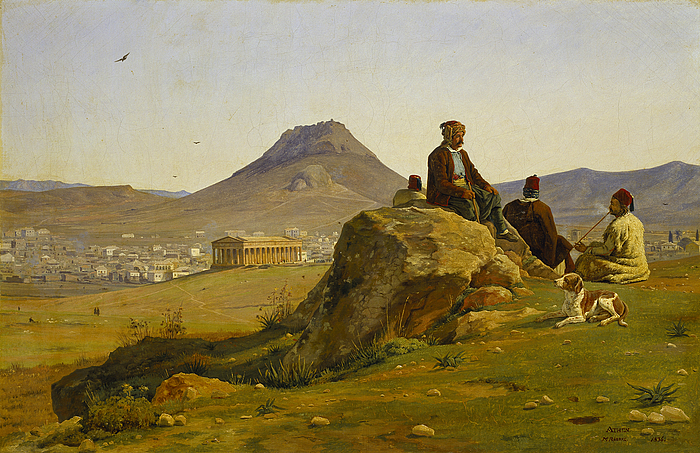
Utsikt över Aten från sydväst
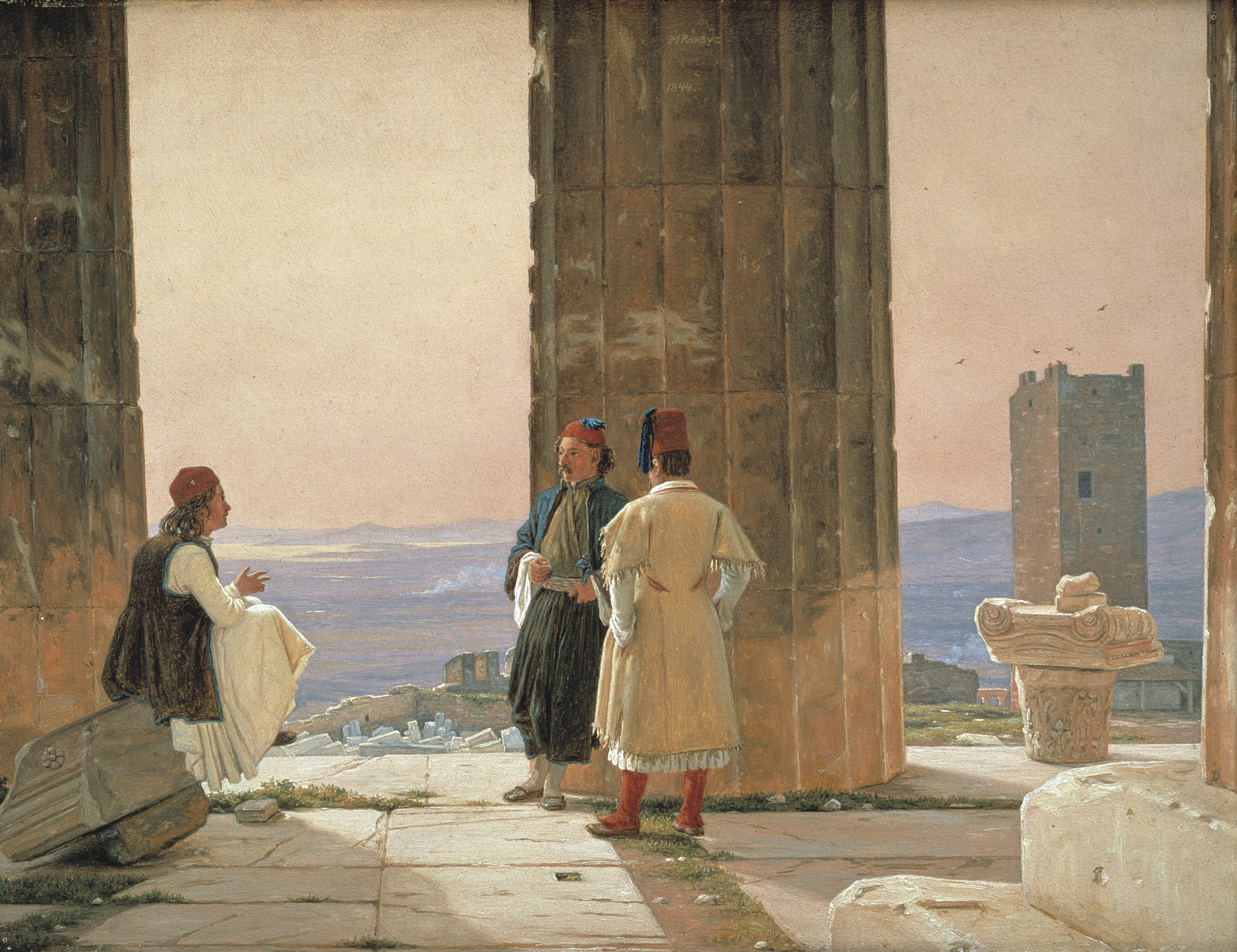
Utsikt från Parthenon på Akropolis
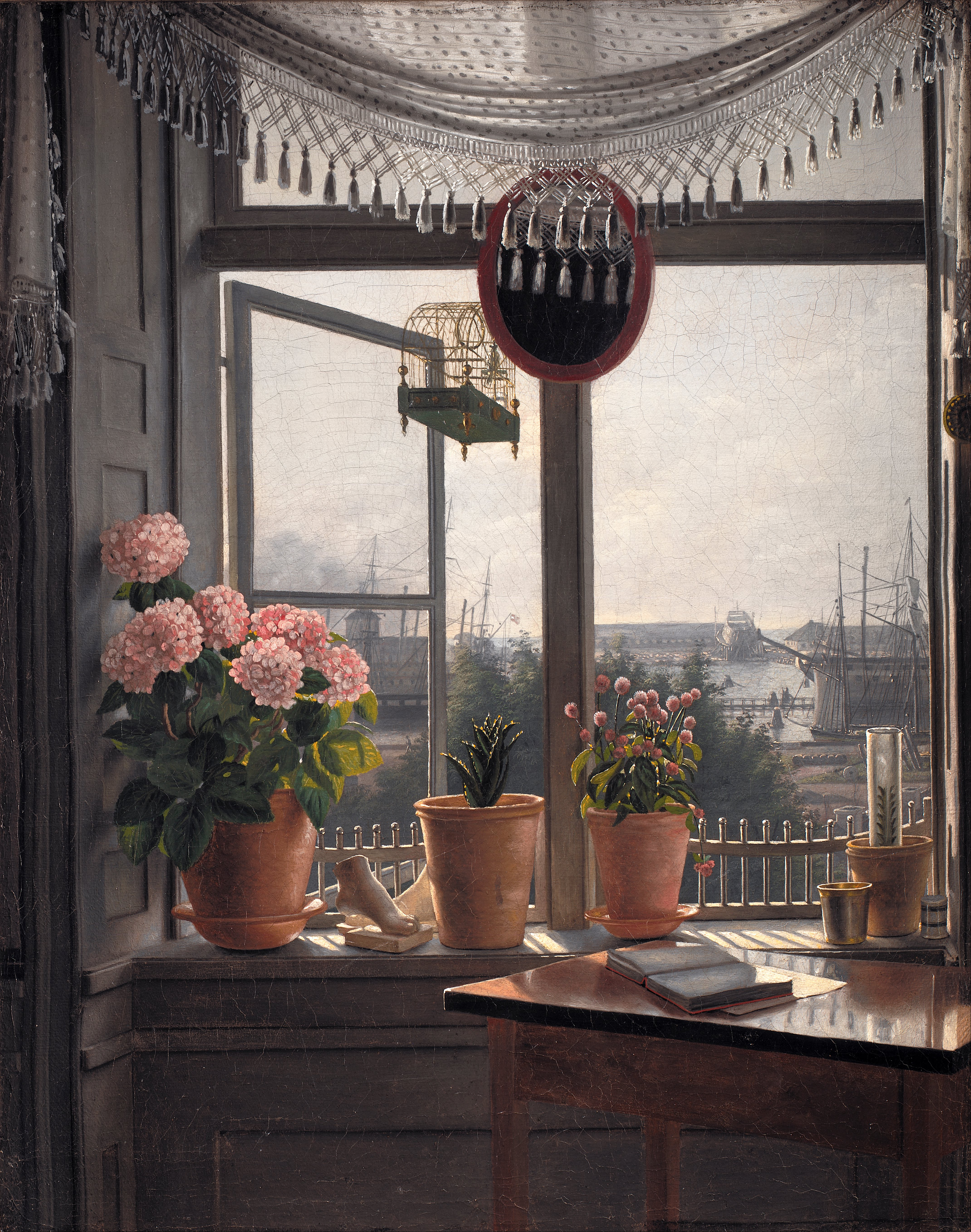
Utsikt från konstnärens fönster, omkring 1825
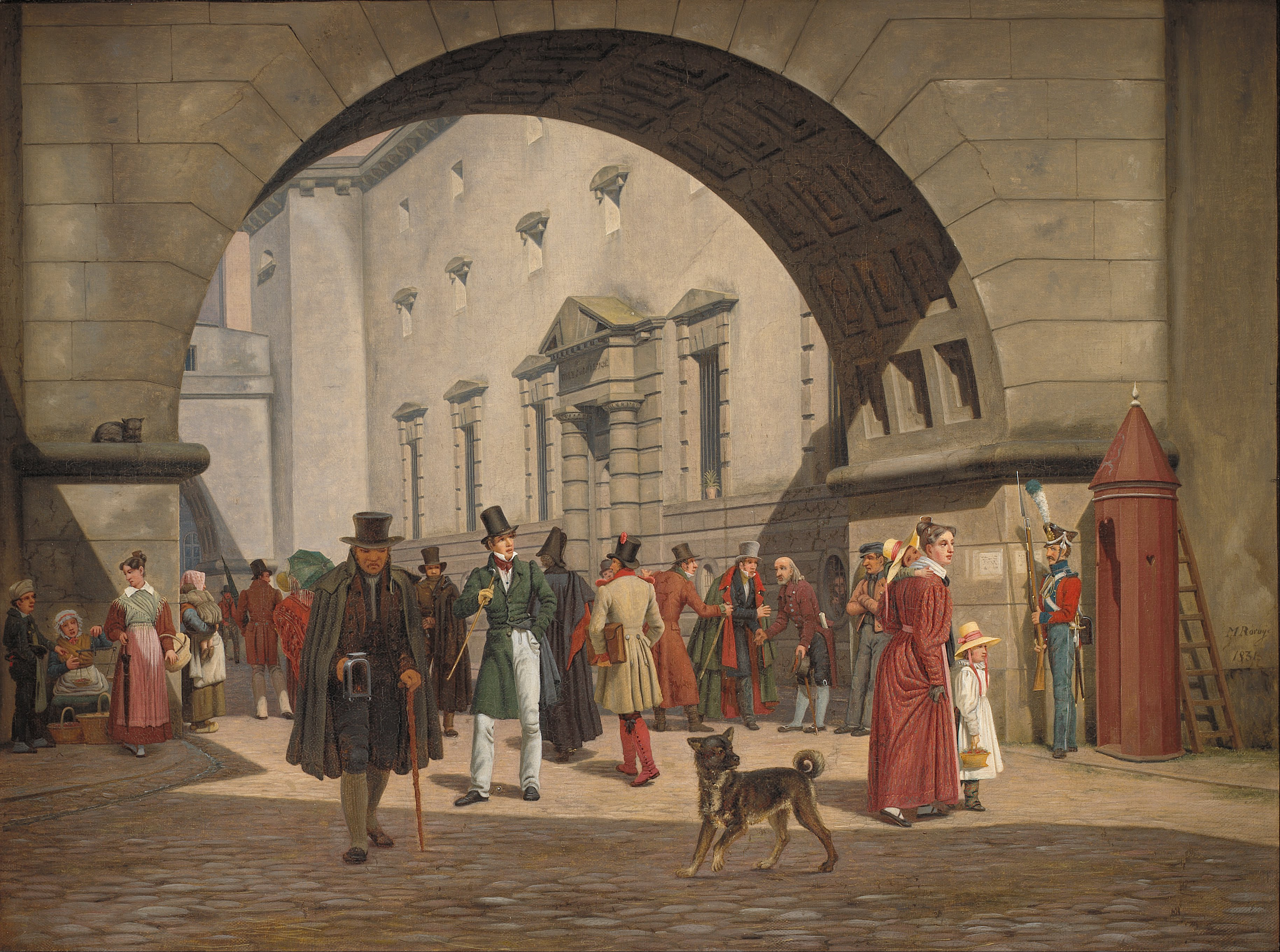
Arrestbyggnaden vid råd- och domstolshuset i Köpenhamn, 1831
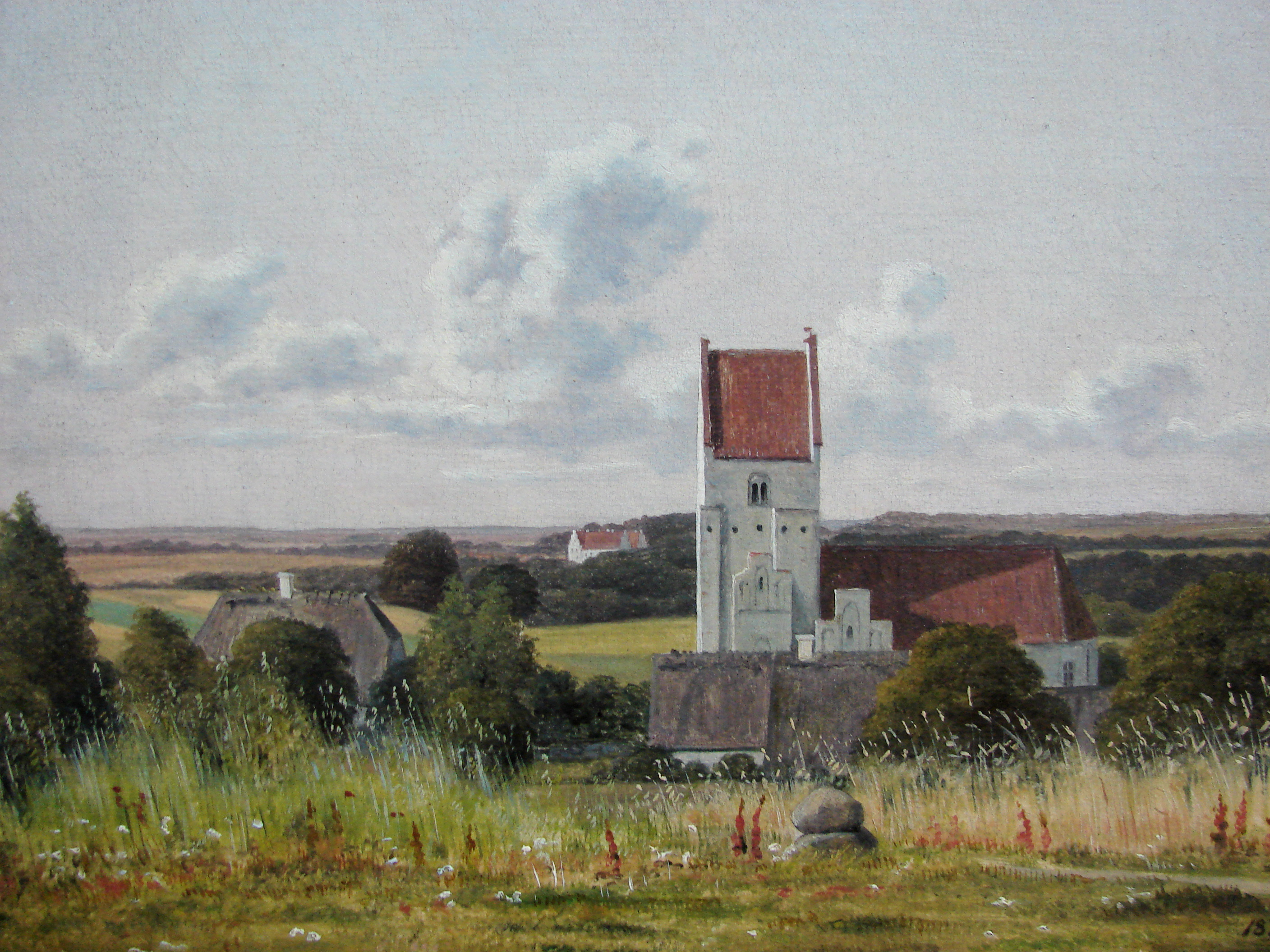
Vester Egede kyrka, 1832
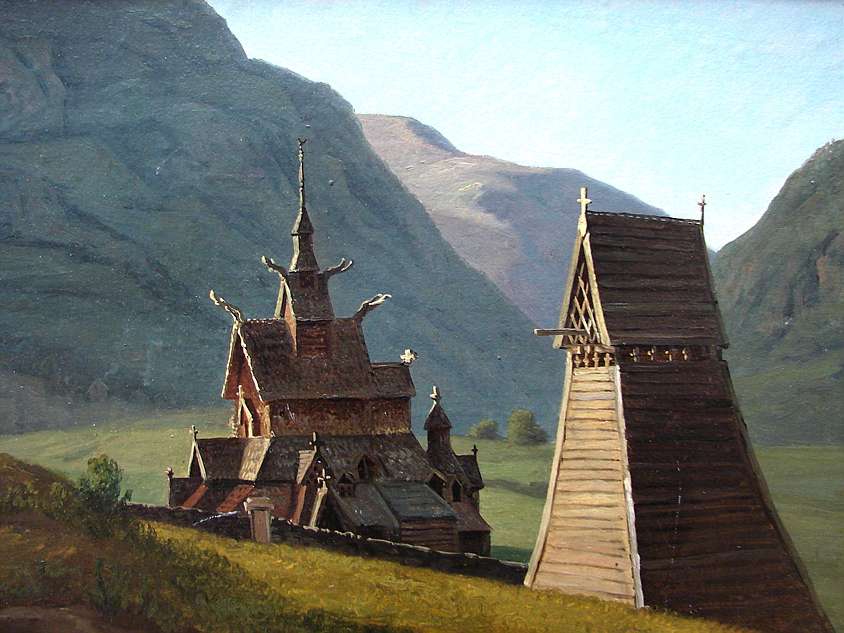
Borgunds stavkyrka, 1833
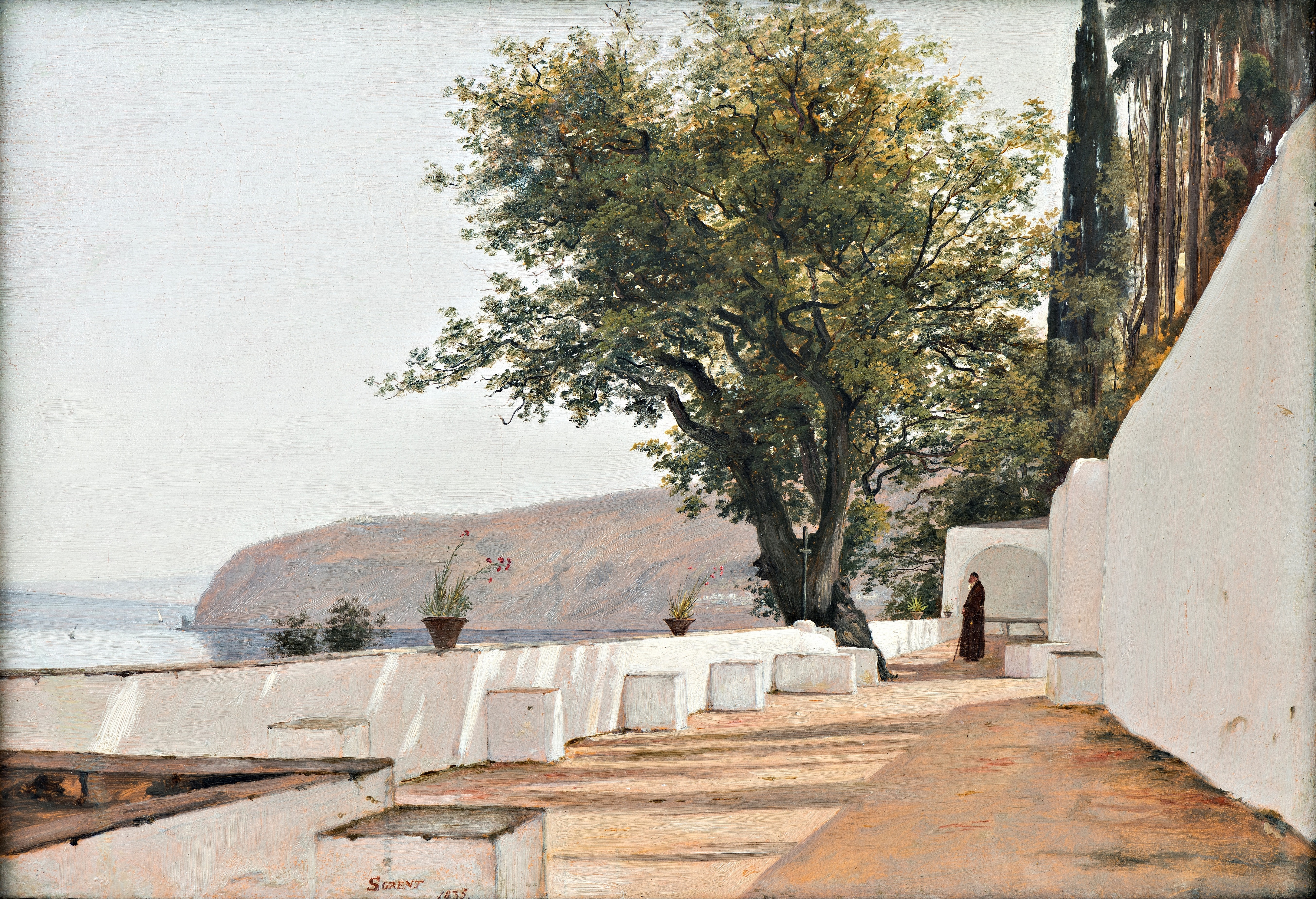
Parti i närheten av Sorrento med utsikt mot havet, 1835
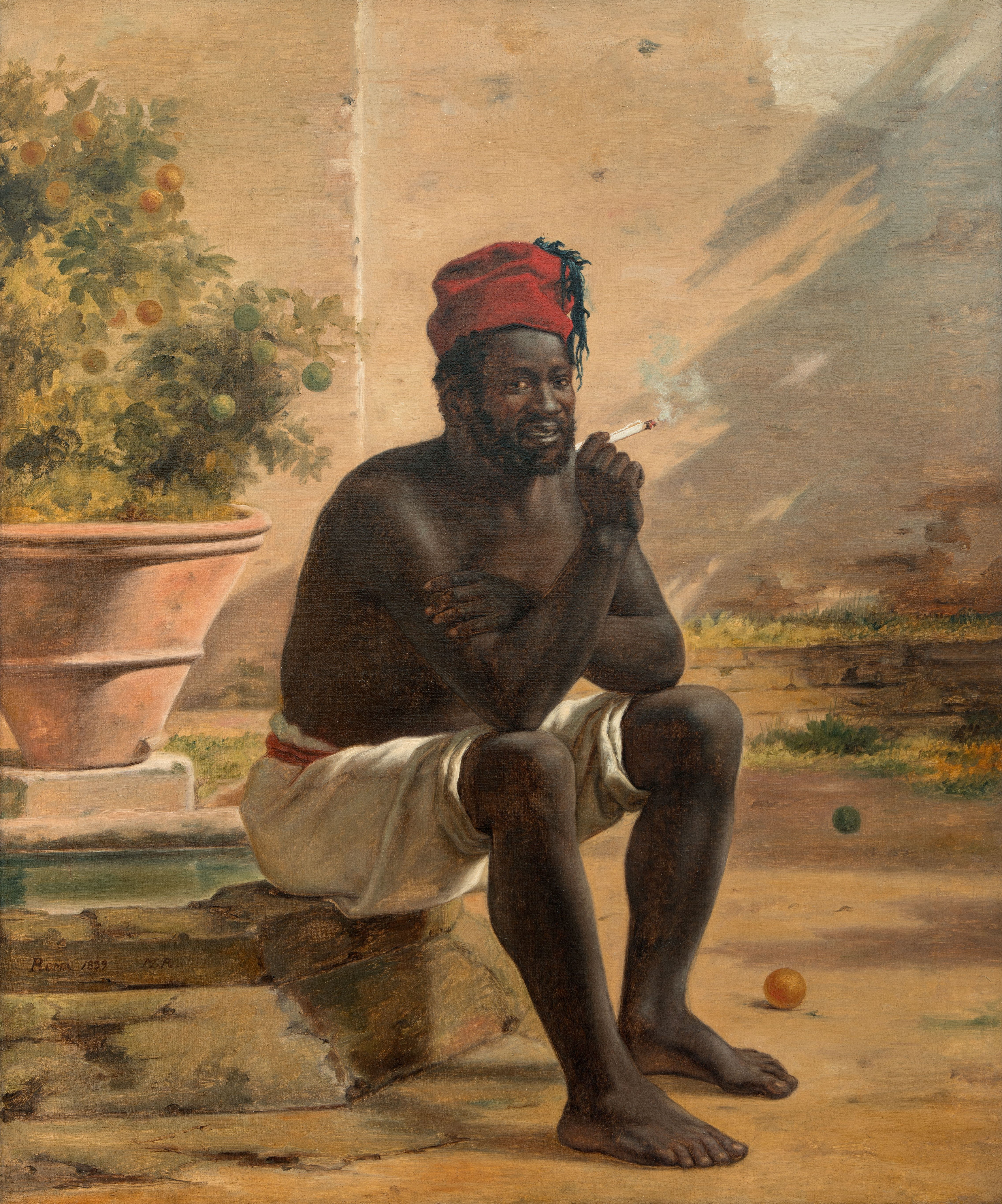
En sittande nubier
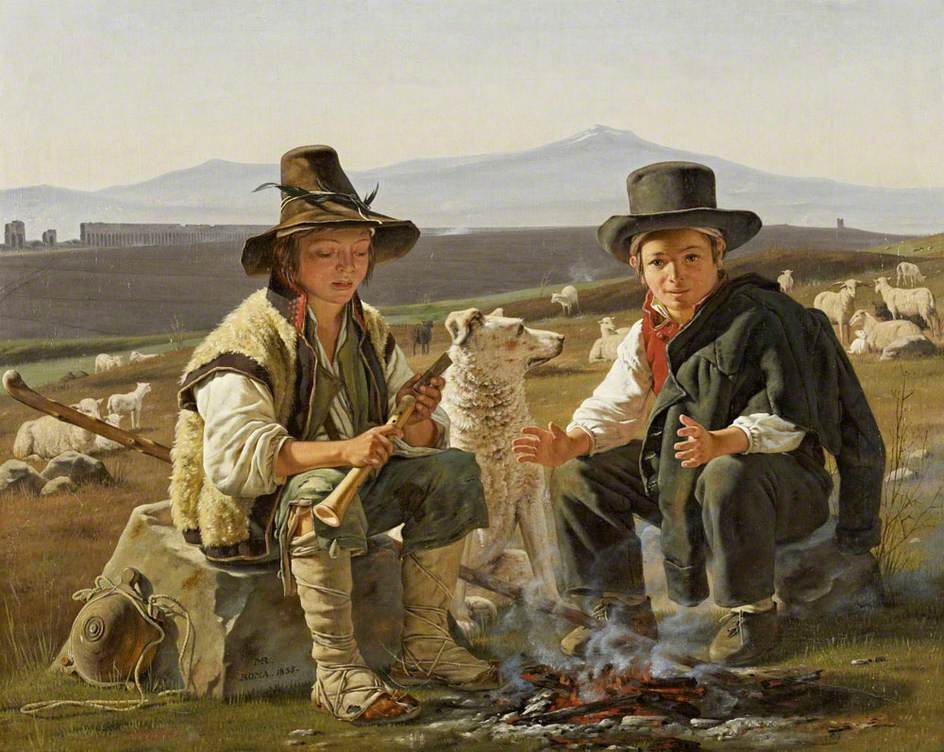
Två vallpojkar på den romerska Campagnan
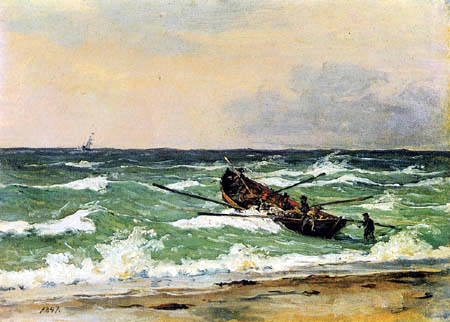
Räddningsbåt i Skagen, 1847
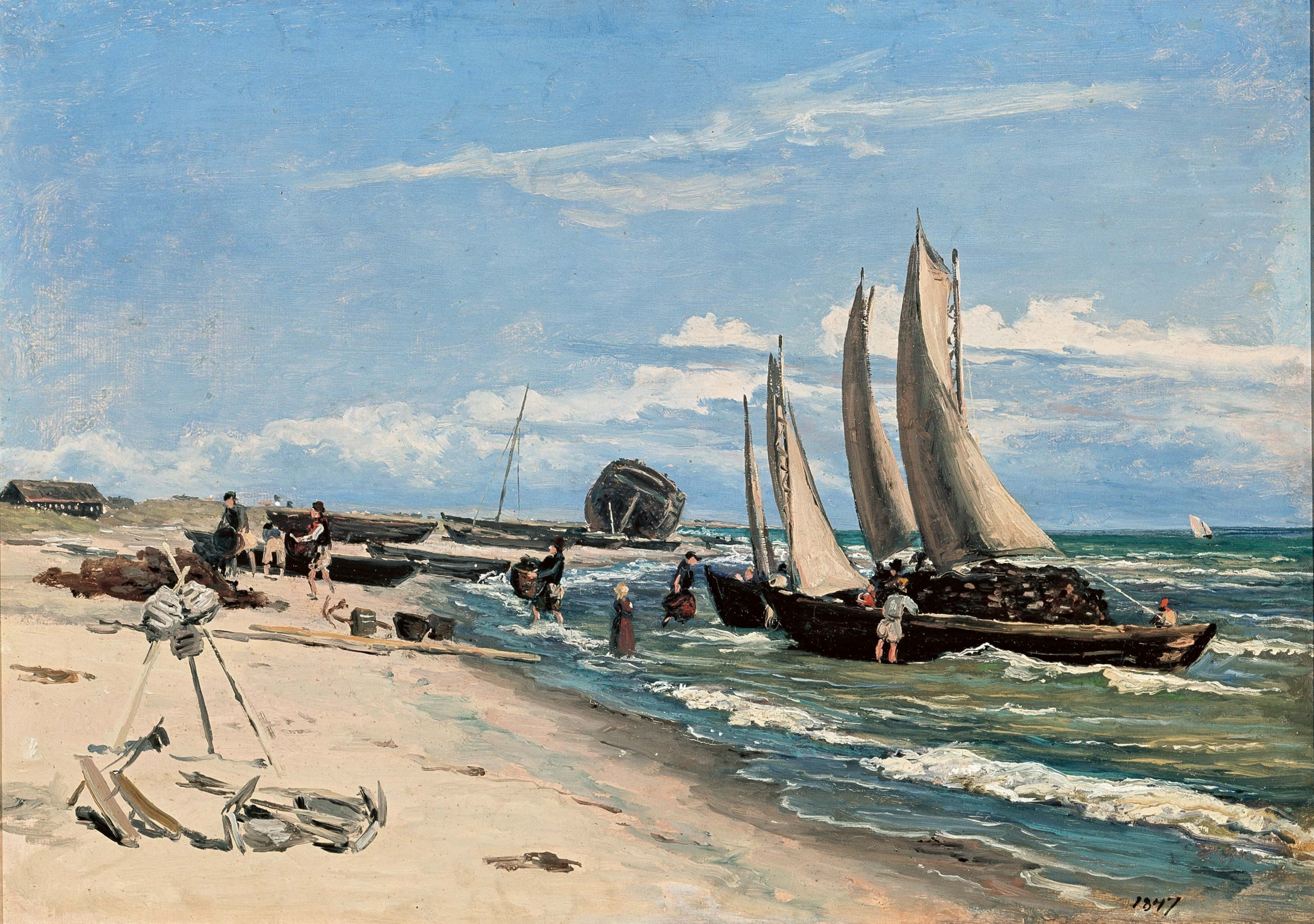
Stranden vid Vesterby i Skagen, 1847
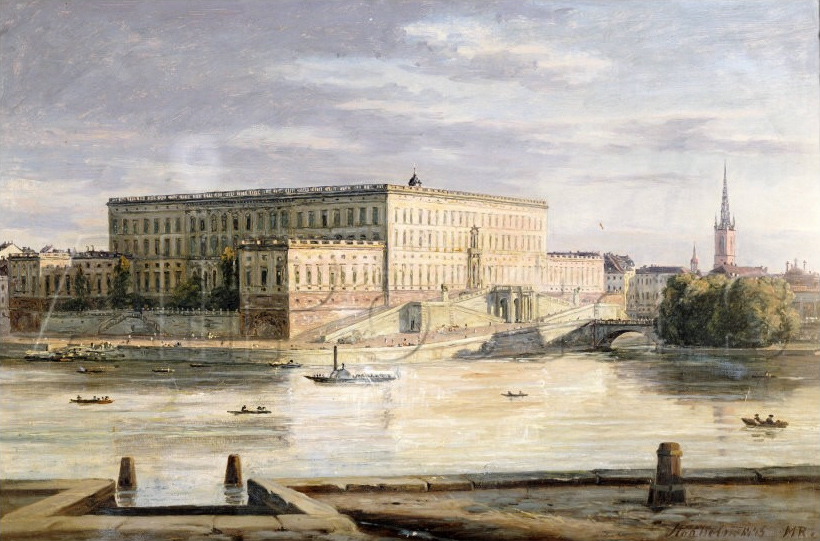
Stockholms slott, 1848